# Macrocera obscura
Macrocera obscura is een muggensoort uit de familie van de Keroplatidae. De wetenschappelijke naam van de soort is voor het eerst geldig gepubliceerd in 1863 door Winnertz.